# Єпархія Святого Володимира Великого у Парижі

Єпархія Святого Володимира Великого у Парижі (франц. Éparchie Saint Volodymyr le Grand de Paris des Ukrainiens) — єпархія Української греко-католицької церкви з осідком у Парижі. Кафедральним собором цієї єпархії є Собор святого Володимира Великого в Парижі.

## Історія

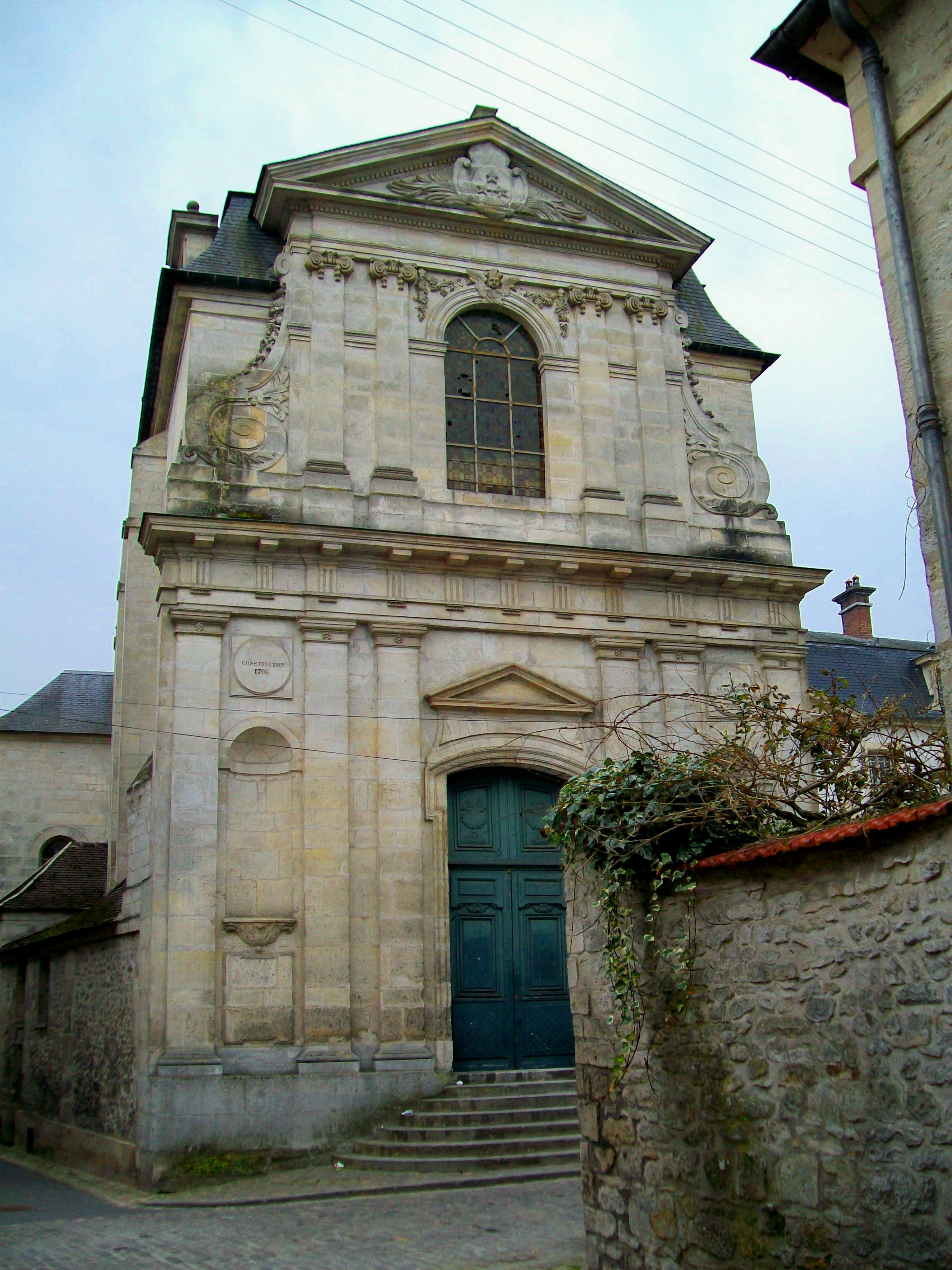
Церква святих Бориса і Гліба (Санліс)

Апостольський Екзархат у Франції було утворено 22 липня 1960 р. буллою папи Римського Івана XXIII Aeterni Pastoris. При створенні територія екзархату обмежувалася тільки до Франції. 19 лютого 1961 року у Вінніпезі (Канада) відбулася єпископська хіротонія о. Володимира Маланчука, який став першим Апостольським екзархом для українців у Франції. 
У 1982 році Бельгія, Нідерланди, Люксембург та Швейцарія були долучені до Апостольського екзархату для українців у Франції. 27 листопада 1982 року Папа Іван Павло ІІ призначив о. Михайла Гринчишина Апостольським екзархом для українців у Франції, Бельгії, Нідерландах, Люксембурзі та Швейцарії.
21 липня 2012 року Папа Венедикт XVI призначив о. Бориса Ґудзяка Апостольським екзархом для українців у Франції.
19 січня 2013 року Папа Римський Бенедикт XVI підняв апостольський екзархат УГКЦ у Франції до рангу єпархії під назвою Єпархія Святого Володимира Великого у Парижі для українців візантійського обряду. Першим правлячим єпископом єпархії став Борис Ґудзяк.
18 лютого 2019 року Папа Римський Франциск призначив владику Бориса Ґудзяка митрополитом та архиєпископом Філадельфійської митрополії Української Греко-Католицької Церкви в Сполучених Штатах Америки. Апостольським Адміністратором Паризької єпархії призначено владику Гліба Лончину з єпархії Пресвятої Родини у Великій Британії та Ірландії з осідком у Лондоні.

## Список Єпископів
- Гліб Лончина (з 2019 року — апостольський адміністратор)
- Борис Ґудзяк (з 2013 року)

## Список Екзархів
- Борис Ґудзяк (2012—2013)
- Михаїл Гринчишин (1982—2012)
- Володимир Маланчук (1960—1982)

## Територія
Єпархія охоплює всіх вірних УГКЦ, які проживають на території Франції, Бельгії, Нідерландів, Люксембургу та Швейцарії.
Престольним містом єпископа є Париж, де розташований катедральний собор святого Володимира. Резиденція єпископа та єпархіяльне управління розташовані у Єпархіяльному домі УГКЦ у м. Венсенн, що в східних передмістях французької столиці.
| Громади єпархії у Бельгії - Антверпен - Брюссель - Вам - Ґенк - Ґент - Корбе - Ла-Лювієр - Льєж - Лювен - Тамін - Турне - Шарлеруа | Громади єпархії у Нідерландах - Алкмар - Гааґа - Ґронінґен - Ейндговен - Утрехт | Громади єпархії у Люксембурзі - Арлон - Солєвр | Громади єпархії у Франції - Альґронж - Венсенн - Лілль - Ліон - Люрд - Маквіллер - Марсель - Метц - Мюлуз - Ніцца - Реймс - Санліс (Церква святих Бориса і Гліба) - Сент-Авольд - Страсбурґ - Тулуза - Шалет-сюр-Луен - Єпархіяльний Дім - Катедральний собор Святого Володимира Великого | Громади єпархії у Швейцарії - Базель - Берн - Женева - Лозанна - Луґано - Цюрих |